# Steilmann
Steilmann este o companie de producție și retail de confecții textile,
cu sediul în Wattenscheid, Germania.
În anul 2004, Steilmann avea aproape 1.000 de angajați în Germania și peste 10.000 în toată lumea, și avea subsidiare în țări precum Austria, Canada, Cehia, Elveția, Franța, Irlanda, Italia, Marea Britanie, Moldova, Norvegia, România, Suedia, Singapore și Spania.
Compania a avut o cifră de afaceri de 507 milioane euro în anul 2002 și 400 milioane euro în 2003.
Compania Steilmann este deținută în proporție de 49% de Romeo Pomponiu, care este și directorul general al Steilmann Bukarest, restul fiind administrat de grupul Radici, care deține și fabrica de fire YarNea Săvinești.

## Steilmann în România
Compania este prezentă și în România, unde are și activități de producție, în anul 2008 având 4.000 de angajați și șapte fabrici în orașe ca Satu Mare, Craiova, Sibiu, Sighetu Marmației și Mangalia.
În anul 2009, compania avea 56 de magazine în România, 11 dintre acestea funcționând în sistem outlet.
Număr de angajați:
| Anul         | 2008  | 2006  | 2004  |
| ------------ | ----- | ----- | ----- |
| nr. angajați | 3.300 | 1.421 | 7.000 |

Cifra de afaceri:
| Anul          | 2008 | 2007 | 2005 |
| ------------- | ---- | ---- | ---- |
| milioane euro | 20   | 15,5 | 30   |